# Wit-Russische presidentsverkiezingen 2010
De Wit-Russische presidentsverkiezingen van 2010 vonden plaats op zondag 19 december van dat jaar en werden gewonnen door zittend president Aleksandr Loekasjenko die als sinds 1994 aan de macht is. Volgens de kiescommissie heeft hij bijna 80% van de stemmen gekregen. Na het sluiten van de stemlokalen braken er rellen uit tussen aanhangers van de president en de oppositie. Bij deze rellen vielen veel gewonden en werden aanhangers van de oppositie door de politie gearresteerd. Oppositieleider Vladimir Nekljajev raakte bij het politieoptreden bewusteloos. Andrej Sannikov die als tweede was geëindigd met 2,5% van de stemmen, raakte tijdens een demonstratie van de oppositie in Minsk gewond en werd op weg naar het ziekenhuis door KGB-agenten aangehouden en afgevoerd naar het hoofdkwartier van de geheime politie in de Wit-Russische hoofdstad.
Voor de eerste keer sinds er presidentsverkiezingen worden gehouden waren er waarnemers van de OVSE aanwezig in het land om de stembusgang te monitoren. Zij oordeelden dat de verkiezingen niet democratisch waren verlopen. Eenzelfde conclusie werd getrokken door de Europese Unie en de Verenigde Staten van Amerika.

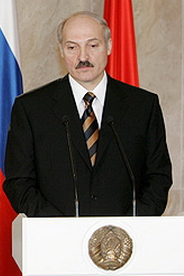
President Aleksandr Loekasjenko (*1954)

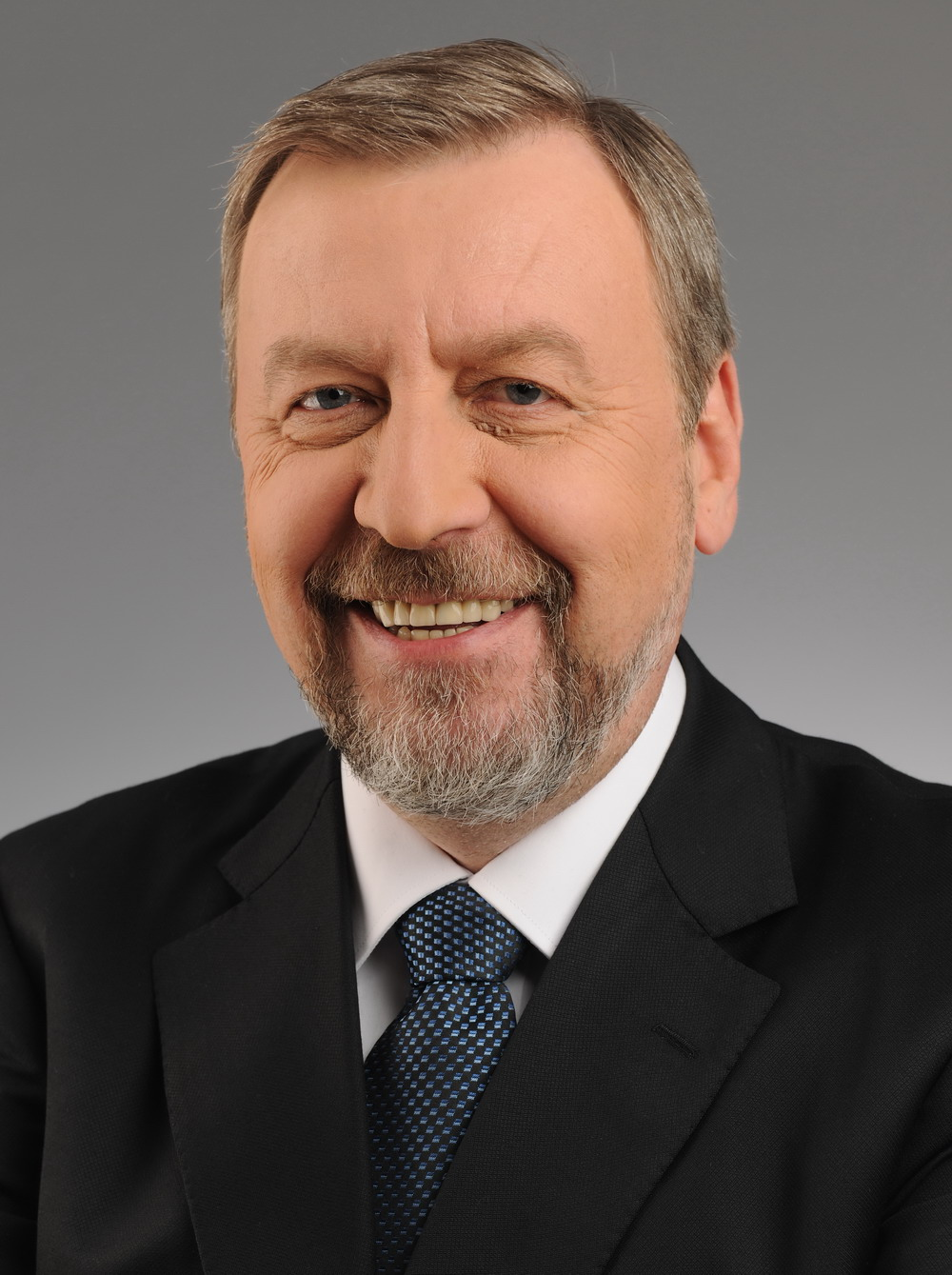
Andrej Sannikov (*1954)

## Uitslag
| Naam                  | Partij                                                | Stemmen   | Percentage |
| --------------------- | ----------------------------------------------------- | --------- | ---------- |
| Aleksandr Loekasjenko | Partijloos                                            | 5.122.866 | 79,67%     |
| Andrej Sannikov       | Partijloos                                            | 164.000   | 2,56%      |
| Jaroslav Romantsjoek  | Verenigde Burgerpartij                                | 126.986   | 1,97%      |
| Rychor Kastoesjou     | BNF Partij                                            | 126.645   | 1,97%      |
| Oeladzimir Njakljajev | partijloos                                            | 113.747   | 1,77%      |
| Vital Rymasjeuski     | Wit-Russische Christendemocratie                      | 70.433    | 1,10%      |
| Viktar Ciareščanka    | partijloos                                            | 69.653    | 1,08%      |
| Mikola Statkevitsj    | Wit-Russische Sociaaldemocratische Partij (Assemblée) | 67.000    | 1,04%      |
| Ales Michalevistj     | partijloos                                            | 65.598    | 1,02%      |
| Dimitri Woes          | partijloos                                            | 31.000    | 0,48%      |
| Tegen alle kandidaten |                                                       |           | 6,47%      |
| Totaal                |                                                       |           | 100%       |
|                       |                                                       |           |            |
| Opkomst               |                                                       |           | 90,66%     |
| Bron: CEC             |                                                       |           |            |

## Nasleep
Andrej Sannikov werd in mei 2011 veroordeeld tot vijf jaar gevangenisstraf op beschuldiging van het organiseren van demonstraties. Volgens Sannikov werd hij tijdens zijn verblijf in de gevangenis mishandeld. Hij kwam na een presidentieel pardon in april 2012 vrij. Sannikov vestigde zich daarna in Engeland.